# Paulo Gonçalves Weber Vieira da Rosa
Paulo Gonçalves Weber Vieira da Rosa (Pedras Grandes, 10 de janeiro de 1898 – Florianópolis, 22 de outubro de 1988) foi um militar e político brasileiro.

## Biografia
Filho do general José Vieira da Rosa (1869-1957) e Julia Bárbara Vieira da Rosa (1875-?). Irmão do brigadeiro-do-ar e professor emérito da Universidade Stanford, Aldo da Rosa. E também irmão de Aracy e Julita Vieira da Rosa.
Foram seus avós maternos, Jacob Weber (-1915) e Cristina Schmit, alemães que imigraram para o Brasil em 1882. Foram seus avós paternos, José Vieira da Rosa e Rita Flora Xavier de Oliveira Câmara.
Casou-se com Atíla Tolentino de Souza, e deste matrimônio nasceram Ceci, Stella, Iza, Alice, José e Paulo Vieira da Rosa.

## Carreira
Foi nomeado prefeito de Florianópolis, de 13 de outubro de 1964 a 30 de janeiro de 1966. Seu governo iniciou poucos meses depois do Golpe Militar de 1964, neste contexto, atuou em investigações militares sobre assuntos estudantis na Universidade Federal de Santa Catarina. 
Ao final do mandato, realizou o concurso "Uma Canção para Florianópolis", no qual foi eleita a canção-hino da cidade: O Rancho de Amor à Ilha, do poeta Zininho. 
Até 1953, ocupou vários comandos militares, sobretudo em São Paulo, por último em Florianópolis.
Foi presidente da Federação Catarinense de Desportos (FCD) em 1948.
Depois que se aposentou, foi presidente do Clube Doze de Agosto (1953-1957), Prefeito de Florianópolis (1964-1966), Secretário de Segurança Pública (1966-1971), Membro do Conselho Estadual de Cultura (1971-1975), Chefe do Escritório Regional da Sudesul (1972-1983), e ainda muitas outras atividades paralelas.
Funções Militares em Santa Catarina: Comandante do 14.º Batalhão de Caçadores de Florianópolis-SC (1948-1951). Promovido a Coronel, foi adido na XVI CR, em Florianópolis. Passou à Reserva remunerada do Exército como General de Brigada, em 23 de julho de 1953.
Secretário de Segurança Pública do Estado de Santa Catarina de 1966 a 1970.
Secretários de Segurança e Informações do Estado de Santa Catarina de 1970 a 1971.